# Jean-Armand de Rotondis de Biscarras
Jean-Armand de Rotondis de Biscarras, mort le 16 février 1702, est un prélat français du XVIIe siècle et du début du  XVIIIe siècle. Il est fils de Jacques de Rotondis de Biscarras, colonel du régiment de Biscaras, gouverneur de Charleville et de la forteresse du Mont Olympe, et de Françoise de Gleizenove.

## Biographie
Jean-Armand nait à Paris vers 1636. Il est  docteur en théologie de la faculté de Paris, ordonné prêtre le 27 janvier 1664, il est brièvement évêque de Digne (1668-1669). Désigné pour le diocèse de Lodève le 15 avril 1669, il est confirmé le 5 aout et consacré le 5 octobre de la même année par Charles-Maurice Le Tellier coadjuteur de l'archevêque de Reims et archevêque titulaire de Nazianze. Il résigne son évêché après avoir été transféré le 5 janvier 1671 au diocèse de Béziers. Il est confirmé le 22 février 1672 et meurt en poste le 15 février 1702.
En 1678, le séminaire de Béziers est uni à la congrégation des prêtres de la Mission. De Biscarras fait aussi reconstruire et agrandir l'hôpital-mage ou de Saint-Jacques établi à Béziers. En 1681, le canal des Deux-Mers est ouvert à la navigation et de Biscarras donne la bénédiction sur les eaux. L'évêque de Béziers ne prend aucune part aux mesures violentes dirigées contre les protestants, après la révocation de l'édit de Nantes. De Biscarras dépense des sommes considérables pour la reconstruction de son palais épiscopal. Sous son épiscopat en 1692, les sœurs de la Charité sont établies  à Béziers. On prétend qu'un prédicateur complimente sérieusement en chaire ce prélat, sur ce que son nom résolve le problème de la quadrature du cercle.

## Source
- La France pontificale (Gallia Christiana), Paris, s.d.
- (en) Catholic-hierarchy.org :Bishop Jean-Armand de Rotondy de Biscarras.